# بی‌خانمانی در اتریش
برای افراد بی‌خانمان و افرادی که در اتریش در معرض بیکاری قرار دارند، سازمان‌هایی وجود دارند که کمک و پشتیبانی رایگان خود را ارائه می‌دهند تا به‌طور همگانی، مانع بی خانمانی احتمالی افراد شوند یا به عبارت دیگر به افراد برای پیدا کردن مجدد خانه یاری رسانند.

## تعریف

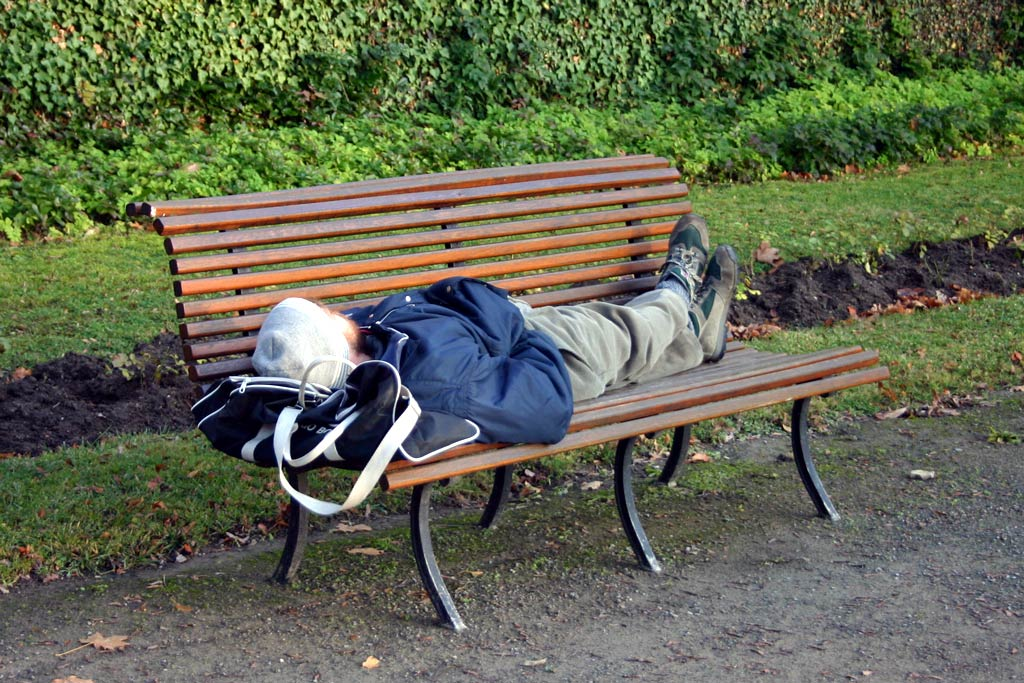
بی خانمان

در اتریش این تعریف براساس تایپوگرافی اروپایی برای بی خانمان، بی خانمانی و مراقبتهای مسکن (ETHOS) است که توسط فدراسیون خدمات بی خانمان (FEANTSA) اروپا ایجاد شده‌است:
بی خانمان به این معنی است که مردم در یک زمان محدود در نهادهای خاص زندگی می‌کنند. اینها اقامت دائمی نیستند این موسسات فرصت زندگی در کوتاه مدت و میان مدت را فراهم می‌کنند. این موارد عبارتند از: اقامتگاه‌های انتقالی، خانه‌های مسکونی، پناهگاه‌ها، شبانه‌روزی (موقت)، پناهگاه‌های زنان، مراکز پذیرش، مراکز مهاجرت، زندان‌ها، بازداشتگاه‌ها، بیمارستان‌ها، مراکز بهداشتی درمانی، خانه‌های جوانان، خانه‌های بلند مدت و برای مراقبت‌های مسکونی سرپای در خانه‌های فردی.

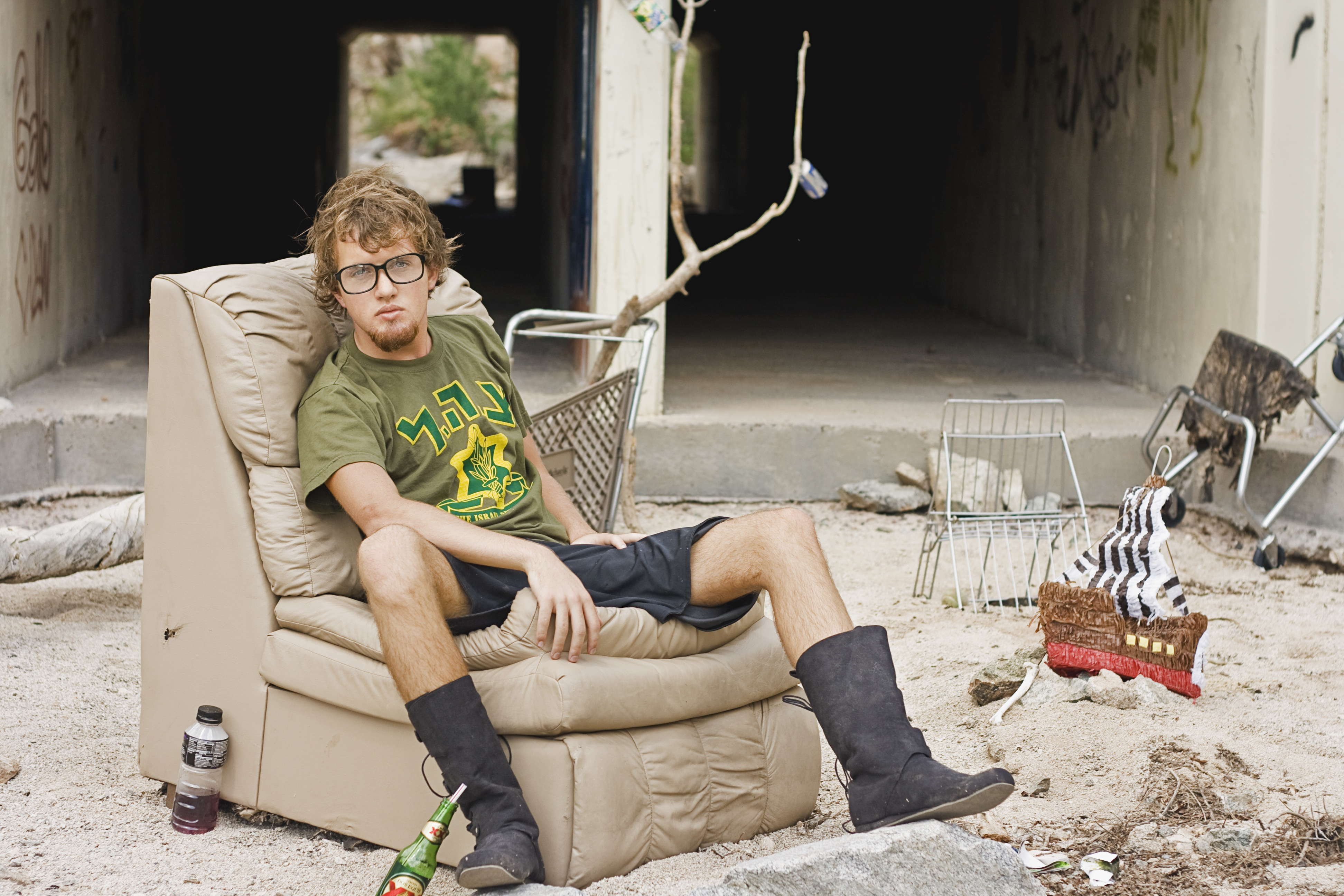
سبب ۴۲ درصد بی خانمانی‌ها، از دست دادن شغل است.

- ناامنی مسکن بر مردم تأثیر می‌گذارد، که آنها محل اقامت اولیه ندارند و وابسته به حسن نیت دیگران هستند، نقض حقوق مالکیت افراد دیگر و اعتبار عنوان قانونی نمی‌تواند نشان دهد. حتی افرادی که تحت تعقیب قرار گرفته‌اند و تحت تأثیر خشونت در خانه‌های خود قرار دارند، در شرایط ناامن مسکن زندگی می‌کنند.
- زندگی نامناسب به عنوان زندگی در مکان‌هایی است که به عنوان محل اقامت معمول، مانند کاروان یا چادر، یا در ساختارهایی که تنها بخش کوچکی هستند، تعریف می‌شود. حتی ساختمان‌هایی که برای استفاده مسکونی بسته شده‌اند، در نزدیکی تخریب یا توسط یک سازمان رسمی نامناسب طبقه‌بندی شده‌اند، به این دسته اختصاص داده می‌شوند.
- افراد بی خانمان در خیابان یا در مکان‌های عمومی بدون مسکن زندگی می‌کنند. حتی افرادی که در پناهگاه‌های موقت زندگی می‌کنند و بدون اقامت دائم و در آستانه کمترین امکانات ماندن، بی خانمان هستند.[۱]

## دلیل بی خانمانی
وزارت امور اجتماعی موارد ذیل برای بی خانمانی احتمالی را ارائه می‌دهد:
- حذف کردن به دلیل بدهی اجاره و «رفتار توهین آمیز»
- اخراج از کلینیک‌ها، استراحتگاه‌ها، امکانات درمان اعتیاد یا مراکز بهداشت روان در طول درمان بستری
- از رفاه جوانان و کمک آموزشی به دلیل درمان با سرپایی رد شد
- جدایی از خانواده در جوانان و نوجوانان
- اخراج از تحقیق یا بازداشت و اعدام جنایی
- خشونت خانگی و در نتیجه از اجتماع فرار می‌کنند
- جداسازی جوامع
- از دست دادن شغل
- رها کردن پناهجویان از مراقبت‌های فدرال در مورد درخواست‌های پناهندگی مثبت و منفی.[۲]

## تجهیزات کمکی
اتریش سفلی
کاریتاس اتریش سفلی اداره کنندهٔ یک مرکز مشاوره است که از مستاجرین در اتریش سفلی حمایت می‌کند، وقتیکه آنها در معرض از دست دادن مسکن هستند و برای نگهداری از آپارتمان اشان به کمک نیاز دارند.
کرنتن
ARGE SOZIAL Villach از افرادی که دارای مشکلات روحی - اجتماعی و اقتصادی هستند پشتیبانی می‌کند. انجمن خصوصی و عام‌المنفعه، از جمله موارد دیگر، مشاوره و مراقبت‌های اجتماعی و یک مرکز مراقبت روزانه را ارائه می‌دهد.
همچنین کاریتاس در کرنتن مراقبت‌های روزانه را ارائه می‌دهد. کارمندان به افرادی که در جستجوی مسکن یا نیازمند کمک مالی هستند کمک می‌کنند و واسطه ای برای آنان برای تأمین مسکن هستند.
Volkshilfe Kärnten خانه هیلدا شرف اداره می‌کند. این مکان مسکنی را برای بی خانمان‌ها فراهم می‌سازد. مددکاران اجتماعی افراد را حمایت و همراهی می‌کنند تا آنان آپارتمان خود را بدست آورند. همچنین یک محل خواب زنان توسط Volkshilfe Kärnten اداره می‌شود.
بورگن لاند
در بورگن لند یک پناهگاه اضطراری در Oberwart وجود دارد که جمعاً برای ۶ مرد در دسترس است. یکی دیگر از پناهگاه‌های اضطراری در Eisenstadt است که برای زنان و آقایان وجود دارد. آنجا می‌تواند ۱۰ نفر را در خود جای دهد. این پناهگاه‌های اضطراری توسط کاریتاس Burgenland اداره می‌شود. از طریق مشاوره و حمایت از مددکاران اجتماعی سعی در یافتن راه حلی برای بازگشت به زندگی عادی انجام می‌شود.
در Eisenstadt یک پناهگاه اضطراری اضافی وجود دارد که عمدتاً زنان تنها، زنان دارای کودک یا با خانواده را در خود جای می‌دهد. مرکز اجتماعی بورگن لند ۱۲ واحد مسکونی را فراهم می‌کند و از این افراد که در شرایط اضطراری اجتماعی قرار دارند مراقبت می‌کند.
اتریش علیا
Samariterbund از افراد بی خانمان در لینز حمایت می‌کند.

### سالزبورگ
Samariterbund از افراد بی خانمان در سالزبورگ پشتیبانی می‌کند.
اشتایرمارک
کاریتاس اشتایرمارک یک پناهگاه اضطراری در گراتز برای ۳۸ نفر مردهای اتریشی و ۳۰ نفر مردهای خارجی است. برای زنان و فرزندانشان خانه FranzisCa به عنوان اولین تماس حمایتی وجود دارد. Schlupfhaus یک پناهگاه اضطراری برای نوجوانان تا ۲۱ سالگی است که می‌تواند ۵ دختر و ۷ پسر را در خود جای دهد.
فورآرلبرگ
انجمن dowas در برگنز پناهگاه اضطراری برای ۱۱ زن و مرد ارائه می‌دهد. کاریتاس Vorarlberg دو پناهگاه اضطراری در Feldkirch و Bludenz نگهداری می‌کند. اینجا هم مشاوره‌هایی برای یافتن راه حل‌های فردی وجود دارد.
وین
صندوق رفاه اجتماعی (FSW) طیف متنوعی از کمک‌های بی خانمان وین را با همکاری نزدیک با همکاری سازمان‌های مثل صلیب سرخ، کاریتاس، Caritas , Samariterbund و wieder wohnen برنامه‌ریزی، مدیریت و شکل می‌دهد.
هر ساله حدود ۱۰٬۰۰۰ نفر از افرادی که بی خانمان در وین محسوب می‌شود یاری می‌کند و حدود ۳۰۰ مکان خواب شبانه در دسترس است.

## آمار
تعداد افراد بی خانمان ثبت شده در سال ۲۰۱۷، ۲۱۵۶۷ نفر بوده‌است. جمعیت کل سالانه سال ۲۰۱۷ حدود ۱۳٫۹۰۰ بی خانمان ثبت نام شده (افراد دارای تاییدیه اقامت اولیه) و ۸٬۷۰۰ نفر در موسسات مربوط به بی خانمان‌ها بودند. از حدود ۲۱٫۵۰۰ بی خانمان، حدود ۴۱ درصد برای مدتی در یک پناهگاه بی خانمان مستقر شده‌اند.
در وین حدود ۵٬۷۰۰ مکان مسکونی، مراقبتی و خواب وجود دارد که در بیش از ۱۰۰ مؤسسه پخش شده‌است. شهر وین بیش از ۶۰ میلیون یورو در سال برای کمک به بی خانمان هزینه می‌کند، که شامل امکانات مشاوره، مراکز مراقبت روزانه، کار اجتماعی خیابانی، مراقبت پزشکی، نظارت بر تأسیسات مسکن انتقالی و مسکن دائم با کمک‌های اجتماعی نیز می‌شود.